# Мартинович, Иван
Иван Мартинович (хорв. Ivan Martinović; род. 6 января 1998, Вена) — хорватский гандболист, выступает за гандбольный клуб «Райн-Неккар Лёвен» и сборную Хорватии по гандболу. Серебряный призёр чемпионата мира 2025 года. Участник летних Олимпийских игр 2024 года.

## Карьера

### Клубная
Мартинович в 2015 году начал играть в гандбольном клубе «Fivers Margareten» в Австрии. В 2013/14 годах его команда вышла в первую лигу Австрии, хорват дебютировал в этом играх этого чемпионата. В сезоне 2014/15 годах стал обладателем Кубка Австрии, а через год завоевал титул чемпиона Австрии.
В 2018 году хорват подписал трёхлетний контракт с немецким «Гуммерсбахом». Летом 2019 года перешел в «Ганновер-Бургдорф». С лета 2022 года играл за «Мельзунген». 22 декабря 2023 года установил личный рекорд Бундеслиги с результатом 16/4 голов.
В сезоне 2024/25 годов подписал контракт с ещё одним немецким клубом «Райн-Неккар Лёвен».

### Международная карьера в сборной
23 октября 2019 года дебютировал в составе взрослой сборной Хорватии в двух товарищеских матчах против Германия.
Первым крупным турниром для Мартиновича стал чемпионат мира 2021 года, в котором Хорватия заняла 15-е место, а игрок забил 18 голов в 6 матчах.
Хорватия заняла восьмое место на чемпионате Европы 2022 года, а Иван был признан лучшим игроком хорватов, забив 37 голов в семи матчах.
Мартинович так же хорошо выступил на чемпионате мира 2023 года в следующем году, став вторым лучшим бомбардиром команды с 31 голом и заняв со сборной итоговое девятое место в турнире. Из-за травмы плеча чемпионат Европы 2024 года закончился для него уже во втором матче предварительного раунда.
В августе 2024 года был включён в состав Хорватии на Олимпийский турнир по гандболу. Сборная Хорватии, сыграв пять матчей не смогла выйти из группы А, а игроки команды завершили участие в турнире. Мартинович стал лучшим бомбардиром команды забив 32 гола в 5 матчах.
В начале 2025 года принял участие в играх чемпионата мира. Сборная Хорватии стала серебряным призёром турнира, а Иван Мартинович вошёл в состав символической сборной чемпионата как лучший правый полусредний игрок. 

## Личная жизнь
Его брат Марин также играет в гандбол и в настоящее время выступает за австрийский гандбольный клуб «Fivers Margareten».